# 말레이시아 항공의 운항 노선
말레이시아 항공은 다음과 같은 노선을 운항하고 있다.

## 운항 노선

### 아시아

#### 동아시아
- 대한민국
  - 서울 - 인천국제공항
- 중화인민공화국
  - 베이징 - 베이징 다싱 국제공항
  - 광저우 - 광저우 바이윈 국제공항
  - 상하이 - 상하이 푸둥 국제공항
  - 샤먼 - 샤먼 가오치 국제공항
  - 톈진 - 톈진 빈하이 국제공항
- 일본
  - 도쿄
    - 하네다 국제공항
    - 나리타 국제공항

  - 오사카 - 간사이 국제공항
- 홍콩
  - 홍콩 - 홍콩 첵랍콕 국제공항
- 중화민국
  - 타이페이 - 타이완 타오위안 국제공항

#### 동남아시아
- 말레이시아
  - 쿠알라룸푸르 - 쿠알라룸푸르 국제공항 허브
  - 랑카위 - 랑카위 국제공항
  - 시부 - 시부 국제공항
  - 조호르바루 - 세나이 국제공항
  - 코타키나발루 - 코타키나발루 국제공항
  - 쿠칭 - 쿠칭 국제공항 허브
  - 타와우 - 타와우 국제공항
  - 페낭 - 페낭 국제공항
  - 라부안 - 라부안 공항
  - 미리 - 미리 공항
  - 빈툴루 - 빈툴루 공항
  - 산다칸 - 산다칸 공항
  - 알로르세타르 - 술탄 압둘라 하담 공항
  - 코타바루 - 술탄 이스마일 파트라 공항
  - 콴탄 - 술탄 하지 아마드 샤 공항
  - 콸라테렝가누 - 술탄 마우드 공항
- 미얀마
  - 양곤 - 양곤 국제공항
- 베트남
  - 하노이 - 노이바이 국제공항
  - 다낭 - 다낭 국제공항[2]
  - 호치민 시 - 떤선녓 국제공항
- 싱가포르
  - 싱가포르 - 싱가포르 창이 국제공항
- 인도네시아
  - 자카르타 - 수카르노 하타 국제공항
  - 덴파사르 - 응우라라이 국제공항
  - 메단 - 쿠알라나무 국제공항
  - 수라바야 - 주안다 국제공항
  - 욕야카르타 - 욕야카르타 국제공항
  - 페간바루 - 술탄 샤리프 카심 2세 국제공항
- 캄보디아
  - 프놈펜 - 프놈펜 국제공항
- 태국
  - 방콕 - 수완나품 국제공항
  - 치앙마이 - 치앙마이 국제공항[2]
  - 푸껫 - 푸껫 국제공항
- 필리핀
  - 마닐라 - 니노이 아키노 국제공항

#### 남아시아
- 네팔
  - 카트만두 - 트리부반 국제공항
- 몰디브
  - 말레 - 말레 국제공항[2]
- 방글라데시
  - 다카 - 샤잘랄 국제공항
- 스리랑카
  - 콜롬보 - 반디라나이케 국제공항
- 인도
  - 델리 - 인디라 간디 국제공항
  - 뭄바이 - 차트라파티 시바지 국제공항
  - 벵갈로르 - 벵갈로르 국제공항
  - 아마다바드 - 사다르 발라바이 파텔 국제공항
  - 암리차르 - 스리 구루 람 다스 지 국제공항
  - 첸나이 - 첸나이 국제공항
  - 코친 - 코친 국제공항
  - 트리반드룸 - 트리반드룸 국제공항
  - 하이데라바드 - 라지브 간디 국제공항

#### 서남아시아
- 사우디아라비아
  - 메디나 - 프린스 모하메드 빈 압둘아지즈 국제공항
  - 제다 - 킹 압둘아지즈 국제공항
- 카타르
  - 도하 - 하마드 국제공항[3]

### 유럽
- 영국
  - 런던 - 런던 히드로 국제공항
- 프랑스
  - 파리 - 파리 샤를 드 골 국제공항[4]

### 오세아니아
- 오스트레일리아
  - 멜버른 - 멜버른 공항
  - 시드니 - 시드니 킹스포드 스미스 국제공항
  - 애들레이드 - 애들레이드 공항
  - 퍼스 - 퍼스 공항
- 뉴질랜드
  - 오클랜드 - 오클랜드 국제공항

## 과거 취항지

### 아시아

#### 동아시아
- 대한민국
  - 서울 - 김포국제공항
  - 부산 - 김해국제공항
- 중화인민공화국
  - 베이징 - 베이징 수도 국제공항
  - 구이린 - 구이린 량장 국제공항
  - 난징 - 난징 루커우 국제공항
  - 시안 - 시안 셴양 국제공항
  - 우한 - 우한 톈허 국제공항
  - 청두 - 청두 솽류 국제공항[5][6]
  - 충칭 - 충칭 장베이 국제공항
  - 쿤밍 - 쿤밍 창슈이 국제공항
  - 푸저우 - 푸저우 창러 국제공항
  - 하이커우 - 하이커우 메이란 국제공항
  - 항저우 - 항저우 샤오산 국제공항
- 마카오
  - 마카오 - 마카오 국제공항[7]
- 홍콩
  - 홍콩 - 홍콩 카이탁 국제공항
- 일본
  - 나고야 - 주부 센토레아 국제공항[5]
  - 후쿠오카 - 후쿠오카 공항
- 대만
  - 가오슝 - 가오슝 국제공항

#### 동남아시아
- 라오스
  - 비엔티안 - 왓따이 국제공항
- 말레이시아
  - 라와스 - 라와스 공항
  - 라하드다투 - 라하드다투 공항
  - 롱 렐랑 - 롤 렐랑 공항
  - 롱 방가 - 롱 방가 공항
  - 롱 세리단 - 롱 세리단 공항
  - 롱 세마도 - 롱 세마도 공항
  - 롱 파시아 - 롱 파시아 공항
  - 림방 - 림방 공항
  - 무카흐 - 무카흐 공항
  - 물루 - 물루 공항
  - 바리오 - 바리오 공항
  - 바칼라안 - 바칼라안 공항
  - 벨라가 - 벨라가 공항
  - 셈포나 - 셈포나 공항
  - 이포 - 술탄 아즐란 샤 공항
  - 카피트 - 카피트 공항
  - 쿠다트 - 쿠다트 공항
  - 톰마공 - 톰마공 공항
- 브루나이
  - 반다르스리브가완 - 브루나이 국제공항
- 인도네시아
  - 마카사르 - 술탄 하사누딘 국제공항
  - 메단 - 폴로니아 국제공항
  - 반둥 - 후세인 사스트라네가라 국제공항
  - 욕야카르타 - 아디수집토 국제공항
  - 타라칸 - 주와타 국제공항
  - 파당 - 미낭카바우 국제공항
  - 폰티아낙 - 수파디오 공항
- 캄보디아
  - 씨엠립 - 씨엠립 국제공항
- 태국
  - 방콕 - 돈므앙 국제공항
  - 끄라비 - 끄라비 국제공항
  - 핫야이 - 핫야이 국제공항[8][9]
- 필리핀
  - 다바오 - 프란시스코 방고이 국제공항
  - 세부 - 막탄 세부 국제공항

#### 남아시아
- 인도
  - 콜카타 - 네타지 수바스 찬드라 보스 국제공항[5]

#### 서남아시아
- 레바논
  - 베이루트 - 베이루트 국제공항[10]
- 바레인
  - 마나마 - 바레인 국제공항[11]
- 사우디아라비아
  - 리야드 - 킹 칼리드 국제공항
  - 담맘 - 킹 파드 국제공항[12]
- 아랍에미리트
  - 두바이
    - 두바이 국제공항
    - 알막툼 국제공항[12]
- 쿠웨이트
  - 쿠웨이트 시티 - 쿠웨이트 국제공항[13]
- 파키스탄
  - 카라치 - 진나 국제공항[14]

### 아프리카

#### 남아프리카
- 남아프리카 공화국
  - 케이프타운 - 케이프타운 국제공항[15]
  - 요하네스버그 - OR 탐보 국제공항[15]

#### 북아프리카
- 이집트
  - 카이로 - 카이로 국제공항[5]

### 유럽

#### 서유럽
- 영국
  - 글래스고 - 글래스고 공항
  - 벨파스트 - 벨파스트 공항
  - 맨체스터 - 맨체스터 공항[5]
  - 애든버러 - 애든버러 공항
  - 티스사이드 - 더럼 티스 밸리 공항
- 독일
  - 뮌헨 - 뮌헨 국제공항[16]
  - 프랑크푸르트 - 프랑크푸르트 국제공항
- 네덜란드
  - 암스테르담 - 암스테르담 스키폴 국제공항
- 벨기에
  - 브뤼셀 - 브뤼셀 국제공항

#### 중유럽
- 스위스
  - 취리히 - 취리히 국제공항[5]
- 오스트리아
  - 빈 - 빈 국제공항[5]

#### 남유럽
- 스페인
  - 마드리드 - 마드리드 바하라스 국제공항
- 이탈리아
  - 로마 - 레오나르도 다 빈치 국제공항[15]
- 튀르키예
  - 이스탄불 - 아타튀르크 국제공항

#### 동유럽
- 러시아
  - 모스크바 - 도모데도보 국제공항
- 크로아티아
  - 자그레브 - 자그레브 국제공항[17]

#### 북유럽
- 스웨덴
  - 스톡홀름 - 스톡홀름 알란다 국제공항[18]

### 아메리카

#### 북아메리카
- 미국
  - 뉴욕 - 존 F. 케네디 국제공항
  - 뉴어크 - 뉴어크 리버티 국제공항[16]
  - 로스앤젤레스 - 로스엔젤레스 국제공항[19]
  - 호놀룰루 - 호놀룰루 국제공항
- 캐나다
  - 밴쿠버 - 밴쿠버 국제공항
- 멕시코
  - 멕시코시티 - 멕시코시티 국제공항

#### 남아메리카
- 아르헨티나
  - 부에노스아이레스 - 미니스토로 피스타리니 국제공항[15]

### 오세아니아
- 오스트레일리아
  - 캔버라 - 캔버라 국제공항
  - 골드코스트 - 골드코스트 공항
  - 다윈 - 다윈 국제공항
  - 브리즈번 - 브리즈번 공항
  - 케언스 - 케언스 공항
  - 호바트 - 호바트 공항
- 뉴질랜드
  - 크라이스트처치 - 크라이스트처치 국제공항

## 같이 보기
- 말레이시아의 교통